# Рарія венесуельська
Рарія венесуельська (Micrastur gilvicollis) — вид хижих птахів родини соколових (Falconidae).

## Поширення
Поширений у вологих лісах на півночі та заході басейну Амазонки. Трапляється у Болівії, Бразилії, Колумбії, Еквадорі, Французькій Гвіані, Гаяні, Перу, Суринамі та Венесуелі.

## Опис
Це невеликий сокіл, завдовжки від 33 до 38 см. Верхні частини тіла сірі, а нижні білі з тонкими чорними горизонтальними смугами. На хвості є дві білі смуги та біла облямівка на його краях.